# Maud Hansson
Maud Hansson Fissoun (* 5. Dezember 1937 in Stockholm, Schweden; † 1. Oktober 2020 ebenda) war eine schwedische Schauspielerin. 

## Leben
Ihr Filmdebüt gab Hansson 1956 in dem schwedischen Spielfilm Tarps Elin. Im folgenden Jahr übernahm sie kleinere Nebenrollen in Ingmar Bergmans Filmklassikern Das siebente Siegel und Wilde Erdbeeren. In Deutschland wurde sie Anfang der 1970er-Jahre vor allem als etwas naive Magd Lina in der Fernsehserie Michel aus Lönneberga nach den Kinderbüchern von Astrid Lindgren bekannt. Sie stand für insgesamt rund 25 Film- und Fernsehproduktionen vor der Kamera, zuletzt 1991 für den Fernsehfilm Basaren. 
Daneben betätigte sich Maud Hansson auch als Theaterschauspielerin. Am Stadttheater Malmö spielte sie unter der Regie von Ingmar Bergman 1956 Ibsens Peer Gynt und 1958 Goethes Faust. Sie war mit dem griechisch-russischen Schauspieler Petros Fissoun von 1965 bis zu dessen Tod 2016 verheiratet. Zeitweise lebte das Paar in Griechenland.
Maud Hansson starb Anfang Oktober 2020 im Alter von 82 Jahren.

## Filmografie (Auswahl)
- 1956: Tarps Elin
- 1957: Das siebente Siegel (Det Sjunde inseglet)
- 1957: Wilde Erdbeeren (Smultronstället)
- 1961: Karneval
- 1971: Immer dieser Michel 1. – Michel in der Suppenschüssel (Emil i Lönneberga)
- 1972: Immer dieser Michel 2. – Michel muß mehr Männchen machen (Nya hyss av Emil i Lönneberga)
- 1973: Immer dieser Michel 3. – Michel bringt die Welt in Ordnung (Emil och griseknoen)
- 1974: Karlsson auf dem Dach (Världens bästa Karlsson)
- 1981: Rasmus und der Vagabund (Rasmus pa luffan)
- 1987: Goda grannar (Fernsehserie, fünf Folgen)
- 1991: Basaren (Fernsehfilm)